# Štark Aréna
A Štark Aréna (korábbi nevén: Belgrád Aréna) Belgrád és Szerbia legnagyobb fedett többfunkciós sportcsarnoka, mely a szerb főváros Újbelgrád nevű városrészében található. Univerzális sport–, és kulturális rendezvényeknek és egyéb programoknak otthont adó csarnoknak tervezték. A teljes alapterülete 48.000 négyzetméter. Összesen 18 ezer ülőhellyel rendelkezik, azonban ez különböző sportesemények, például kosárlabda-mérkőzések alkalmával
bővíthető 860 ülőhellyel. Az aréna építési költsége a becslések szerint 70 millió euróba került. A Kombank Aréna tagja az Európai Arénák Egyesületének (EAA). Többféle sport, kulturális rendezvény és különféle programok helyszíne, így adott már otthont kosárlabda-mérkőzésnek, különböző koncerteknek, futsal-, kézilabda-, cselgáncs-, asztalitenisz-, tenisz-, röplabda- és vízilabda-eseményeknek is.
2004. július 31-én nyitották meg, maximális befogadóképessége: 25 000 fő.

## Elhelyezkedése, megközelíthetősége
A Kombank Aréna az E-70 / E-75 autópályán közelíthető meg, mely az Újvidék, Budapest, Zágráb, Niš és Szkopje nyomvonalat követi. Novi Beogradban található része a Bulevar Arsenija Čarnojevića nevet viseli. Az aréna parkolója korlátozott férőhelyes, azonban a környező lakóterületek parkolói elegendőek az idelátogató szurkolók és vendégek járműveinek.
Tíz perces sétára található az Újbelgrádi vasútállomástól, mely a nemzetközi vasúthálózati szolgáltatásnak köszönhetően megközelíthető Ausztria, Magyarország, Szlovénia és Horvátország felől is, míg a belföldi vasúti szolgáltatások (Inter City Szerbia, Regio Express) révén Újvidékről és Szabadkáról is megközelíthető csakúgy mint a BG Voz városi vasúti szolgáltató igénybevételével.
A Belgrádi repülőtértől negyed órányi autóútra található. Belgrád központjától szintén ennyi idő alatt lehet eljutni az Arénába, ez nagyobb forgalmi dugók, vagy egyéb fennakadások esetén fél órára nőhet.
Az Aréna jelentős áremelkedés okozott a túlnyomórészt modern építésű környékbeli lakásoknál. A Kombank Aréna közepén új, modern üzleti negyedet adtak át és azóta a Hotel IN szállodalánc is megtalálható itt, azonban negyed órányi gyalogútra a Hyatt Regency Belgrád és a Crowne Pláza Belgrád öt-, illetve négycsillagos hotelek várják a messziről érkezett szálláskeresőket.

## Története

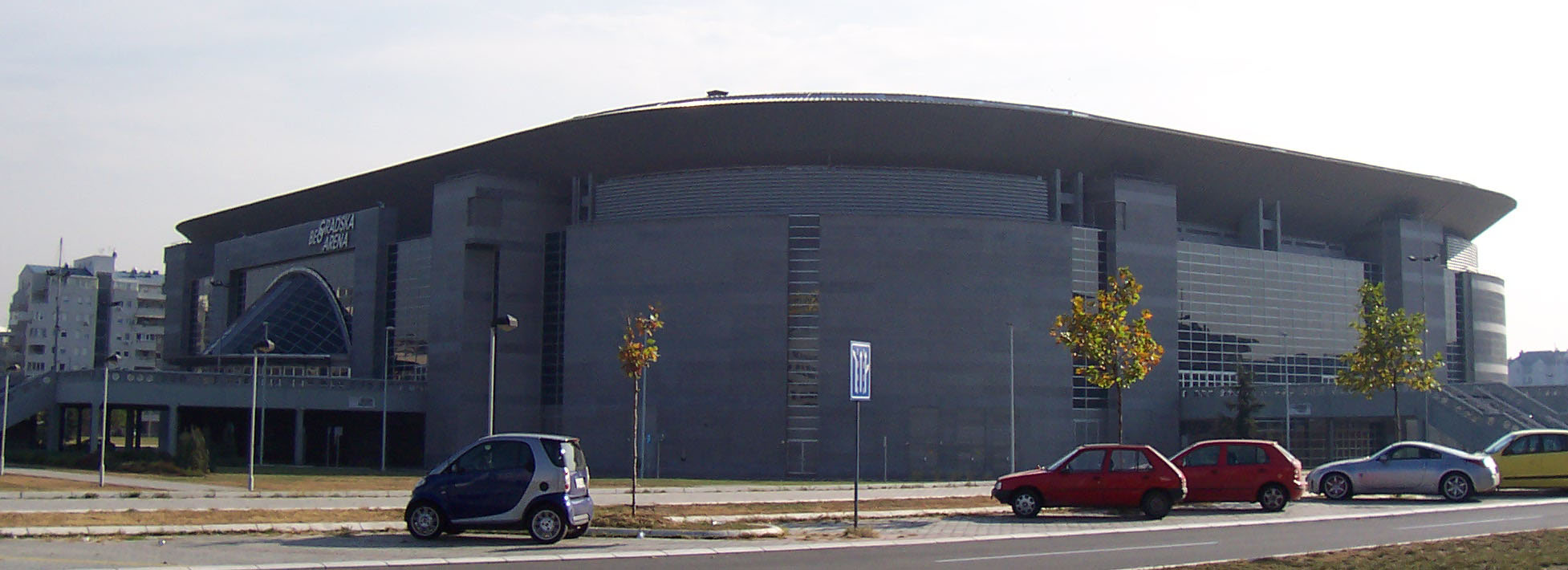
A Kombank Aréna északnyugati irányból.

### Tervezés és építés
1989-ben Belgrád kapta az 1994-es kosárlabda-világbajnokság rendezési jogát, azzal a feltétellel, hogy a város a tornára épít egy teljesen új sportarénát. Az előírások szerint az új létesítménynek minimum 20000 ülőhellyel kell rendelkeznie, a győztes pályázatot pedig a belgrádi építész, Vlada Slavica nyújtotta be. 1991-ben választották ki helyszínként Blokovit, Új–Belgrád egy városnegyedét.
A projekt megvalósítása közben jelentős nehézségekbe is ütköztek a kivitelezők, ráadásul mindössze három évük volt a világbajnokság kezdetéig. 126 vállalat jött létre, ők alkották az aréna bizottságát, a tetőszerkezetet pedig két építész tervezte. 1992-ben kezdték építeni, miután az amerikai HOK építőipari vállalattal is szerződét kötöttek, lévén azok már jelentős tapasztalattal rendelkeztek sportlétesítmények építésének terén. Időközben a Jugoszlávia felbomlásával az ENSZ szankciókat alkalmazott, a HOK pedig minden együttműködést megszakított partnerével. Az építkezés menete bár lassult, egyelőre nem állt le.

### Az építkezés leállítása
1993-ban, Belgrád az egyik legsúlyosabb gazdasági válságban szenvedett a modern történelemben. A rekord inflációs ráta, és ennek eredményeként a szankciók és a konfliktusok miatt Belgrád elvesztette a jogot, hogy az 1994-es kosárlabda-világbajnokságot megrendezhesse. A FIBA közleménye után az építkezések folytatódtak, bár az anyaghiány és a beszerzés nehézsége miatt jóval lassabban a tervezettnél. 1995-ben az építkezés teljesen leállt.

### Folytatása
Három év múlva, 1998–ban folytatódtak a munkálatok, miután a város kapta az 1999–es asztalitenisz világbajnokság rendezési jogát. Ekkorra a tetőszerkezet már formálódott a megvalósításának irányában, részben a homlokzat és a belső fele teljes készen volt. A NATO-bombázások miatt Belgrád újból elvesztette jogosultságát a verseny megrendezésére, így az első hivatalos esemény Slobodan Milošević akkori miniszterelnök kampánybeszéde volt 2000. szeptember 20-án. Ez volt Milosevics utolsó nyilvános beszéde.

### Befejezés
A választások befejeztével az új kormány teljes mellszélességgel az építkezések mellé állt, garanciát vállalva, hogy készen lesznek a 2004–es FIBA Diamond Ballra, és Belgrád ezen felül megkapta a 2005–ös kosárlabda-Európa-bajnokság rendezési jogát. 2006 elején lejárt az ideiglenesen kiadott használati engedély, és fel kellett újítani, illetve automatizálni kellett a tűzvédelmi rendszert az az európai szabványok szerint. A végleges működési engedélyt 2006. november 4–én kapta meg az Aréna.

### Eurovíziós Dalfesztivál
2008 májusában a Kombank Aréna lehetett a házigazdája a 2008-as Eurovíziós Dalfesztivál elődöntőinek illetve döntőjének. Ennek köszönhetően a legkorszerűbb multimédiás szobát rendezték be, hogy az álljon az eseményt közvetítő műszaki csapat rendelkezésére.

## Fontosabb események

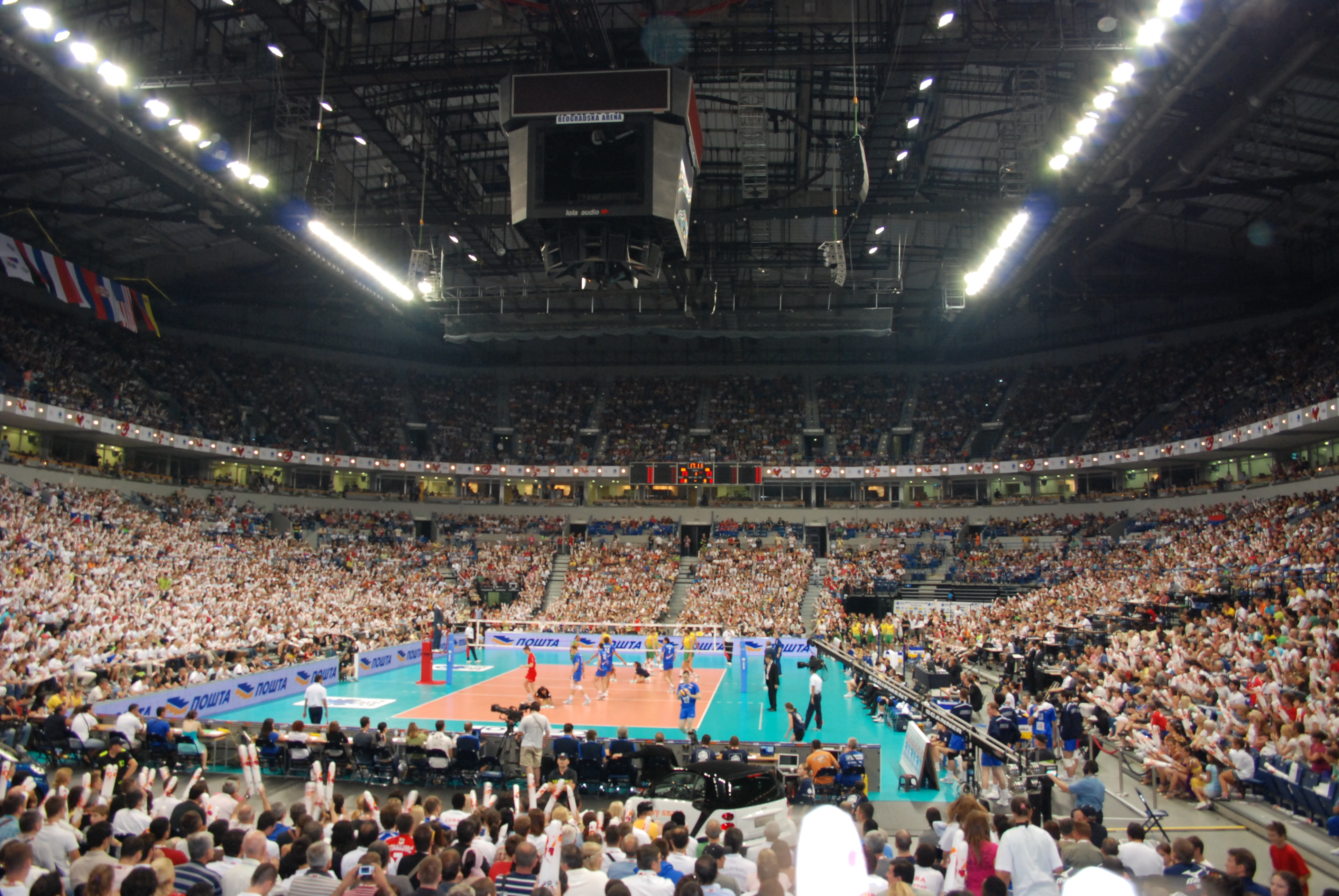
A Szerbia-Brazília röplabda világliga döntő 22680 nézővel.

Az első itt rendezett esemény a Szerbiai Szocialista Párt és a Jugoszláv baloldal választási kampányának utolsó eseménye volt 2000. szeptember 20-án. Az építkezések ekkor még nem fejeződtek be, a hivatalos megnyitót négy évvel később, 2004. július 31-én tartották, amikor a FIBA Diamond Ball elnevezésű, mára már megszűnt nemzetközi kosárlabda tornát rendezték itt. Mivel az aréna ekkor még csak ideiglenes engedéllyel rendelkezett, a következő két és fél évben nem tartottak semmilyen rendezvényt. A végleges licenc jóváhagyását követő első esemény egy 50 Cent koncert volt 2006. november 6-án.
Az aréna egyik legnagyobb eseménye a 2008-as Eurovíziós Dalfesztivál megrendezése volt. A döntő utolsó estéjén több mint 20.000 néző foglalt helyet a lelátókon. Több nagy sportesemény otthonául is szolgált a csarnok, így például a 2005–ös férfi röplabda-Európa-bajnokság, a 2007–es asztalitenisz-Európa-bajnokság és a 2007–es cselgáncs-Európa-bajnokság házigazdája is volt. A 2009–es Universiade 69 helyszíne között is helyt kapott, itt tartották a nyitó- és záróünnepséget, valamint a kosárlabda versenyt.
Több nagy koncert helyszíne volt, a hazai kulturális élet képviselői mellett fellépett itt 50 Cent, Anastacia, Backstreet Boys, Beyoncé, Andrea Bocelli, Montserrat Caballé, Nick Cave, The Chemical Brothers, Eric Clapton és Steve Winwood, Joe Cocker, Leonard Cohen, Phil Collins, The Cult, Bob Dylan, Fatboy Slim, Guano Apes, a Guns N’ Roses, Hurts, Il Divo, az Iron Maiden, Jean-Michel Jarre, Elton John, Tom Jones, Judas Priest, Alicia Keys, Mark Knopfler, Lenny Kravitz, Massive Attack, Nicole Scherzinger és a Pussycat Dolls, Queen + Paul Rodgers, Eros Ramazzotti, Jennifer Lopez, Rammstein, Chris Rea, RBD, Rihanna, a Sade, Simple Minds, Shakira, Slash, Sting, Whitesnake, Zaz és a ZZ Top.
Több nemzetközi sportesemény rekordfelállítása fűződik a Kombank Arénához. 2009. február 2–án a tenisz FED-kupa Szerbia-Japán mérkőzésén rekordot jelentő 15118 néző volt jelen. Március 5-én a kosárlabda Euroliga nyolcaddöntőjében a Partizan-Panathinaikosz mérkőzésen 22567-en szurkolták ki a helyszínen a hazaiak 63–56-os győzelmét. Június 26-án a FIVB Röplabda-világliga Szerbia-Brazília döntőjét 22680-an látták az Arénában, ami rekord a Világliga történetében.
2014. március 26-án a Crvena Zvezda játszott a kosárlabda Euroliga negyeddöntőjében az ukrán BC Budivelnykkel. A Zvezda hosszabbítás után 79-70-re nyert, amit 24232 néző látott és ami rekord az Euroliga és az európai kosárlabda klubtornák tekintetében is, egyben ez a Kombank Aréna rekord látogatottsága is.
A 2016–os férfi vízilabda-Európa-bajnokság döntőjében Szerbia és Montenegró párharcát 18473 néző szurkolta végig, ez rekord a vízilabdázás történetében.
2018 májusában a Kombank Aréna rendezi meg a kosárlabda Euroliga négyes döntőjét.

### A jelentősebb események listája
- 2005-ös férfi röplabda-Európa–bajnokság (2005. szeptember 2–7.)
- 2005-ös férfi kosárlabda–Európa–bajnokság (2005. szeptember 22–25.)
- 2008-as Eurovíziós Dalfesztivál (2008. május 20–24.)
- 2012-es férfi kézilabda–Európa–bajnokság (2012. január 21–29.)
- 2012-es birkózó–Európa-bajnokság (2012. március 8–11.)
- 2012-es női kézilabda–Európa–bajnokság (2012. december 4–16.)
- 2013-as női kézilabda–világbajnokság (2013. december 15–22.)
- 2016-os férfi vízilabda–Európa–bajnokság (2016. január 10–23.)
- 2016-os női vízilabda–Európa-bajnokság (2016. január 10–22.)
- 2016-os futsal–Európa–bajnokság (2016. február 2–13.)
- 2017-es fedett pályás atlétikai Európa–bajnokság (2017. március 3–5.)

## Galéria

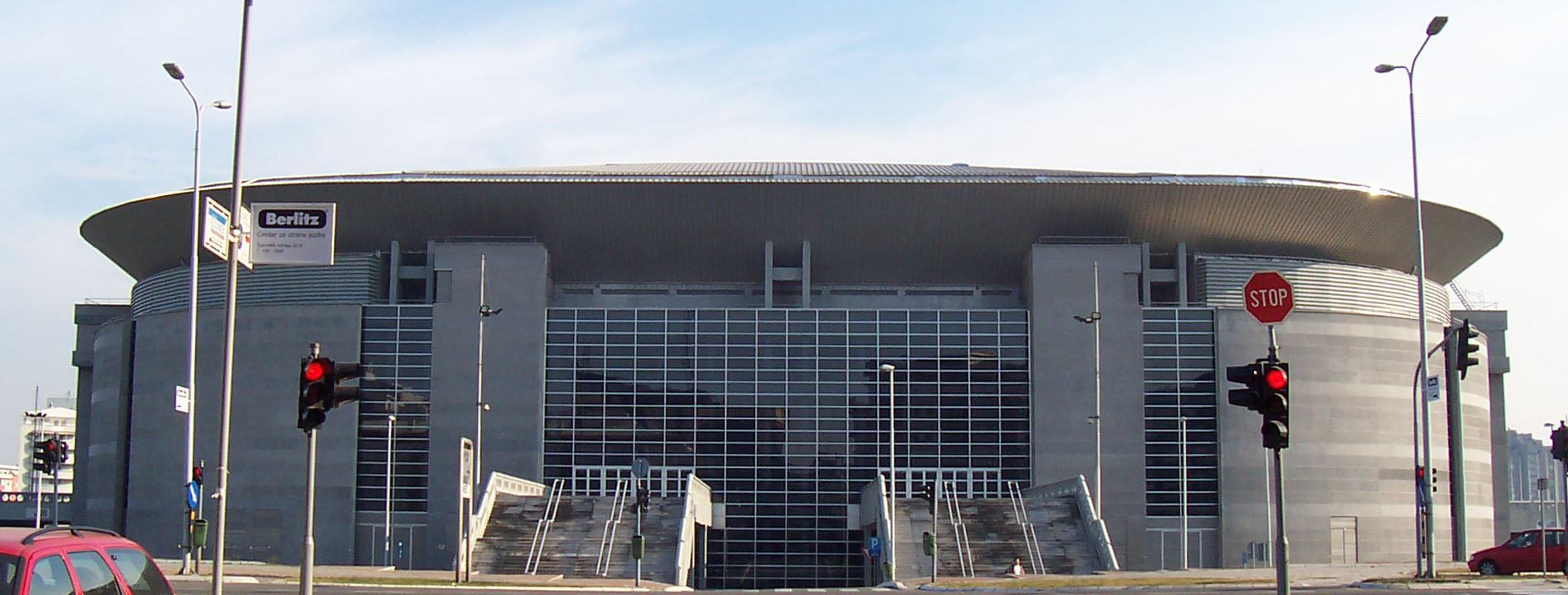
Az aréna 2006-ban (nyugati bejárat)
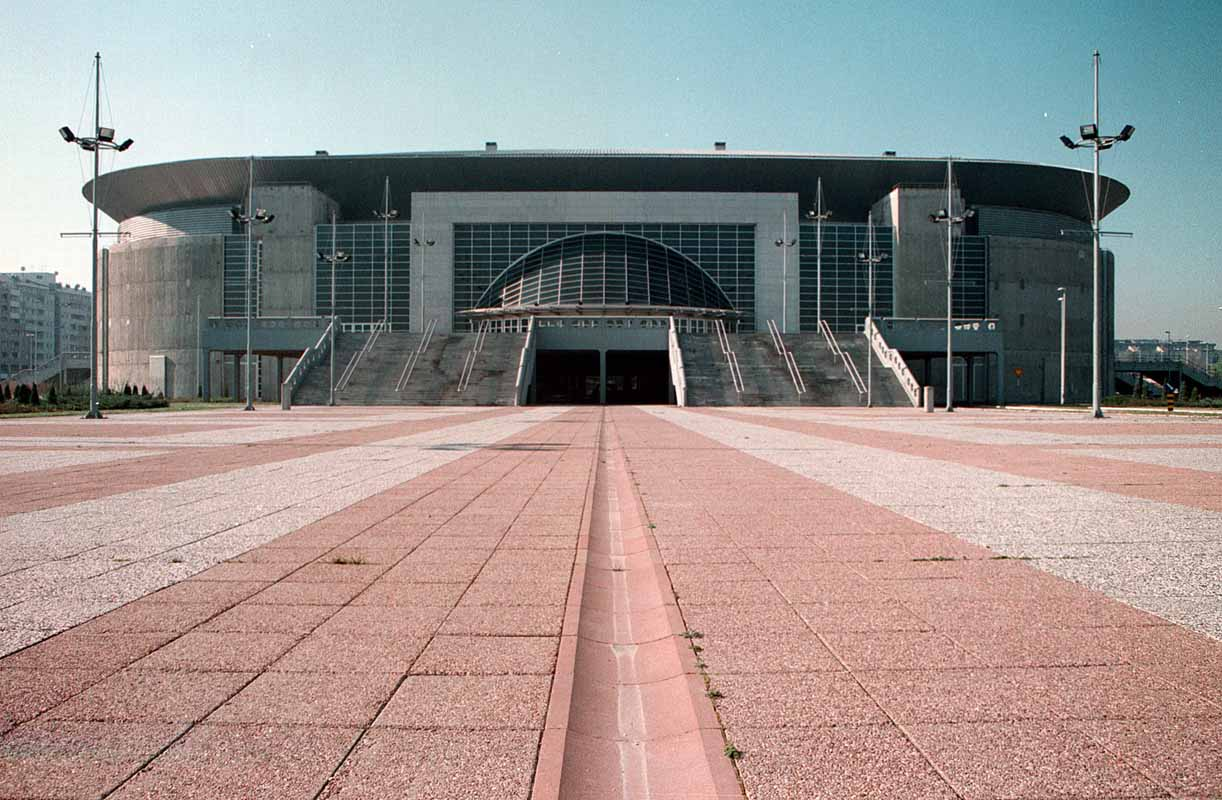
és 2007-ben (északi bejárat)
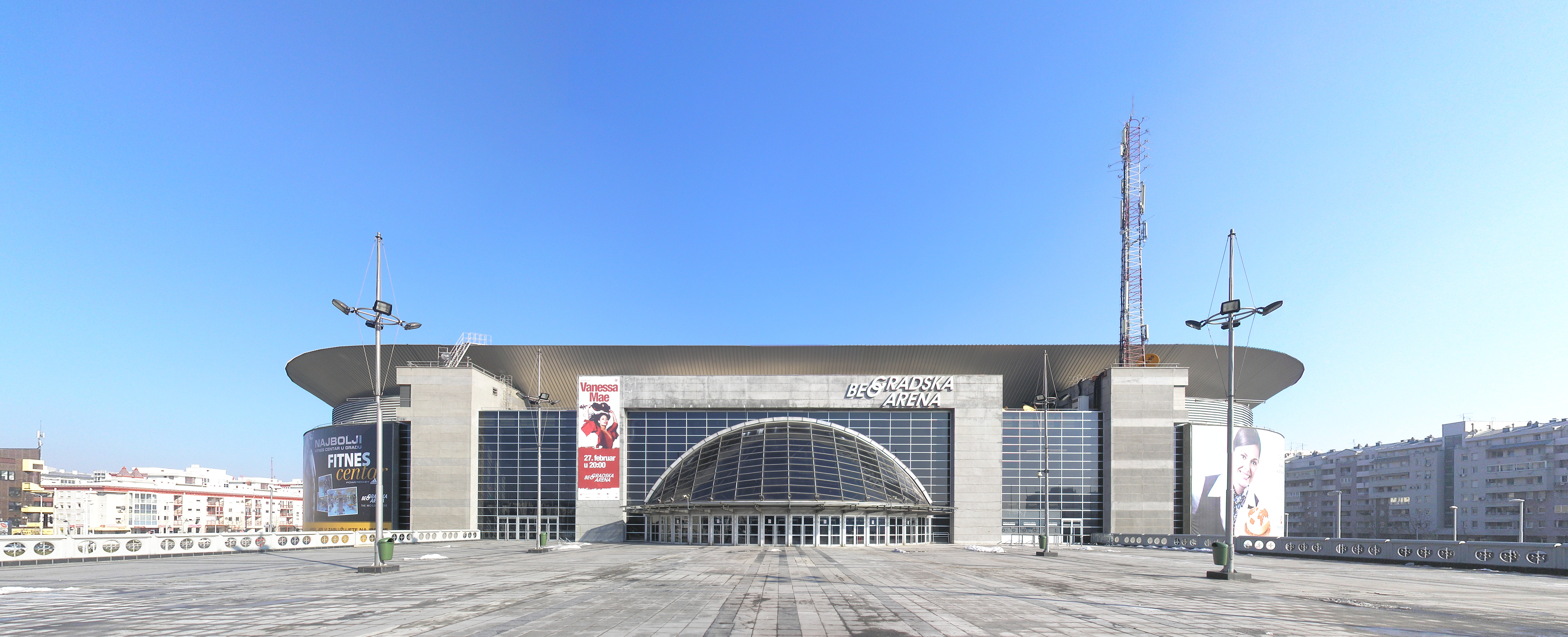
Kombank Aréna 2011-ben (déli bejárat)
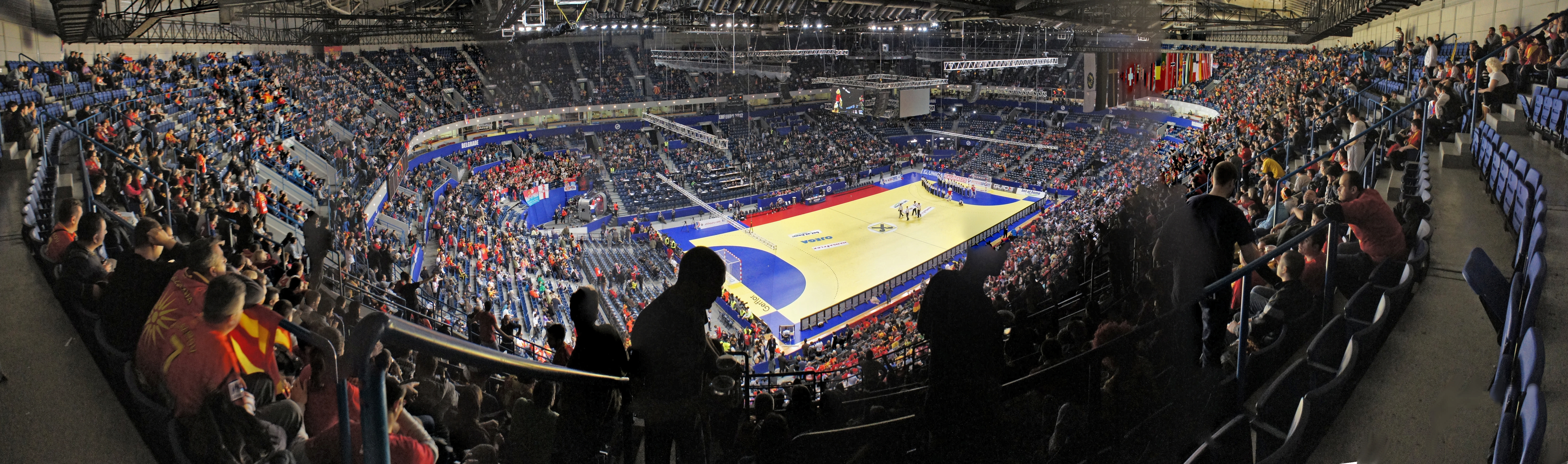
A 2012-es férfi kézilabda-Európa-bajnokság idején
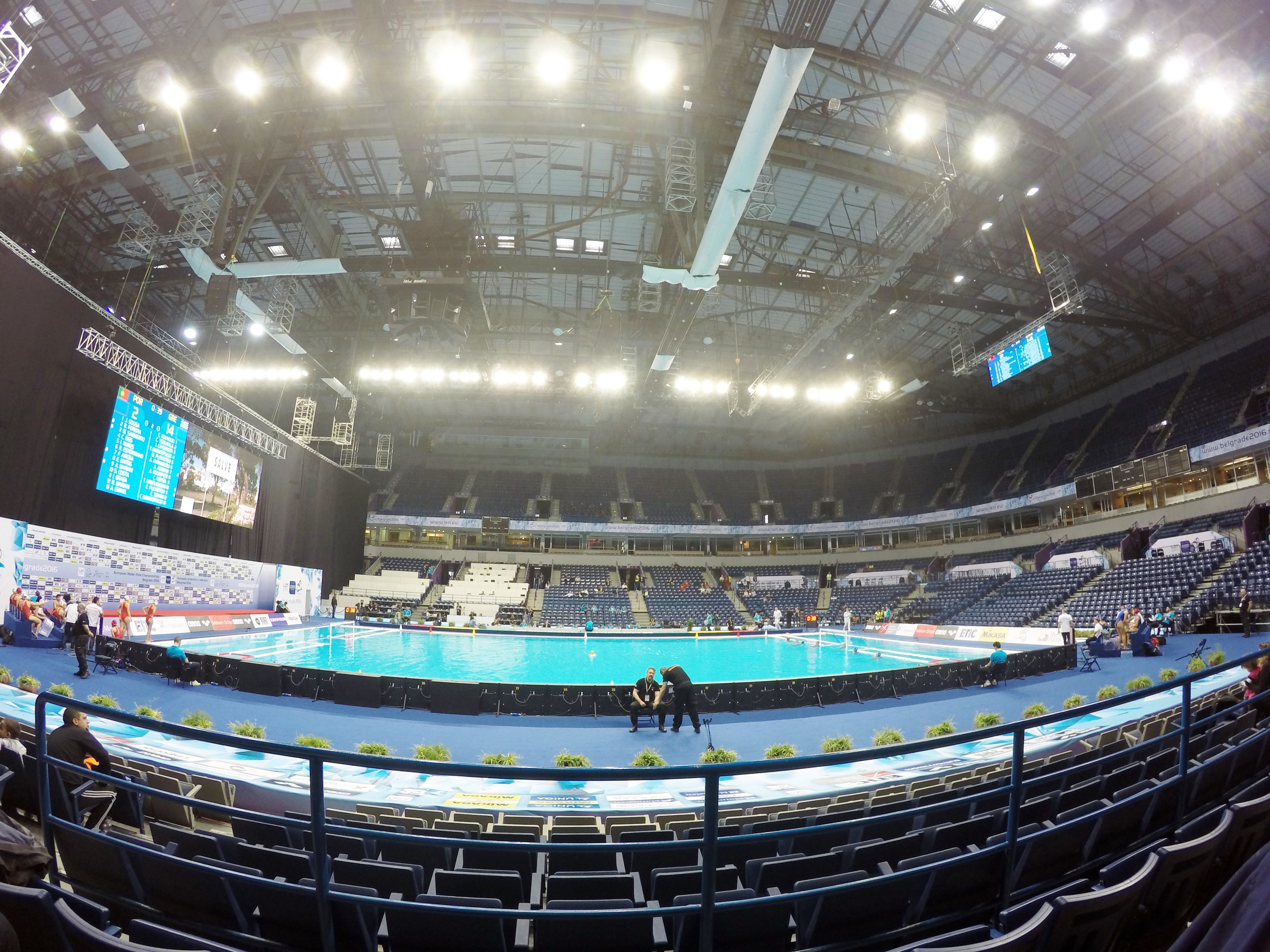
A 2016-os férfi és női vízilabda Európa-bajnokság idejére első alkalommal medencét telepítettek az arénába.

## Megjegyzés
^ Az építkezés alatt, az aréna feltételes neve Hala Limes volt. Mégis, mikor befejeződtek az építkezések és 2004–ben átadták, a hivatalos neve Beogradska Arena (Belgrád Aréna) lett. 2007 februárjában, a szerb kosárlabdaedző Božidar Maljković kezdeményezte, hogy nevét a neves szerb kosárlabdázóról, majd kosárlabdaedzőről, Aleksandar Nikolićről kapja. Maljković bemutatta a kezdeményezést a város vezetőinek és a szerb elnök Boris Tadićnak, de a névváltoztatást nem fogadták el. 2016–ban, egy másik belgrádi sportcsarnokot, Pionirt keresztelték át Aleksandar Nikolić Csarnokká. 2012 júniusában, az Aréna tisztviselői aláírtak egy ötéves megállapodást Komercijalna bankkal, hogy nevét Kombank Arénára változtatja. A névváltoztatás hivatalossá 2012 szeptemberében vált és a 2016–os futsal-Európa-bajnokságot, amelyet februárban tartottak, már az átnevezett Kombank Arénában rendezték, szponzori okok miatt.

## Fordítás
Ez a szócikk részben vagy egészben  a   Kombank Arena című angol Wikipédia-szócikk fordításán alapul.  Az eredeti cikk szerkesztőit annak laptörténete sorolja fel. Ez a jelzés csupán a megfogalmazás eredetét és a szerzői jogokat jelzi, nem szolgál a cikkben szereplő információk forrásmegjelöléseként.